# Icade
Icade (Euronext: ICAD) es un fideicomiso multinacional de inversión inmobiliaria que tiene su sede en Issy-les-Moulineaux, París, Francia y es una subsidiaria de Caisse des dépôts et consignations. El nombre es una abreviatura de Immobilière Caisse des Dépôts. Invierte en varios tipos de propiedades que incluyen atención médica, oficinas, parques comerciales, viviendas e instalaciones públicas. Es una de las empresas inmobiliarias más importantes de Francia.